# Баковский исправительно-трудовой лагерь
Баковский исправительно-трудовой лагерь (также: Баковский ИТЛ или Баковлаг) — крупный исправительно-трудовой лагерь в системе ГУЛага, организованный в 1953 году (уже после смерти И. В. Сталина) в Кунцевском районе Московской области. В этот ИТЛ было запрещено направлять осужденных за особо опасные преступления (к/р преступления, бандитизм, разбой, воровство) и рецидивистов — только «бытовиков».

## История

### Предшественники Баковлага
- ИТЛ Спецстроя — организован 5 апреля 1946; закрыт 3 декабря 1947 (переименован в Строительство 90 и ИТЛ)[1].
- Строительство 90 и ИТЛ — организован 31 декабря 1947 (переименован из ИТЛ Спецстроя); закрыт между 17 марта 1949 и 15 апреля 1949 (переименован в Строительство 560 и ИТЛ)[2].
- Строительство 560 и ИТЛ (ИТЛ и Строительство 560) — организован между 17 марта 1949 и 6 апреля 1949 (переименован из Строительства 90 и ИТЛ); закрыт 15 ноября 1952.
Дислокация: г. Москва, ул. Б. Серпуховская, 14[3].
- Строительство 565 и ИТЛ (ИТЛ и Строительство 565) — организован 14 июля 1951; закрыт 14 мая 1953 (переименован в Баковский ИТЛ). 
Дислокация: г. Москва, ул. Б. Ордынка, 22. 
Литер: ЖБ с 04.07.1953.
Телеграфный код: «Траверс» (Москва, Главпочтамт)[4].

Постановлением Совмина № 1032-518сс/оп от 31 марта 1951 года на МВД возлагалось строительство объектов системы ПВО вокруг столицы (условное наименование «Беркут»), для чего организовывалось Строительное управление № 565 МВД СССР. Создание системы «Беркут» ставилось в ранг важнейшей государственной задачи. Общее руководство возложено на Третье главное управление при Совете Министров СССР, финансирование — через Первое главное управление при СМ СССР (оба управления курировал Л. П. Берия).
- Особенность проекта — Военное министерство не являлось заказчиком системы. В подробности работ не посвящались даже высшие военные руководители страны.

14 июля 1951 года приказом № 00514 для производства работ на строительстве № 565 организовывался ИТЛ «1-й категории» на 20 тысяч заключенных; начальник лагеря генерал-майор М. М. Мальцев.
- В целях соблюдения режима секретности, иностранцы и военнопленные, к документации и работам не допускаются.

Первоначально Строительное управление № 565 размещалось в селе Никольском, в доме 93 по Ленинградскому шоссе. 3 декабря 1951 года постановлением Совмина № 4920-2125сс Строительному управлению № 565 было предоставлено здание по Большой Ордынке, 22/2.
- В начале 1952 года в составе Строительного управления № 565 организовано 13 лагпунктов:
  - ИТЛ «АШ» (ИТЛ и СМУ п/я 29, ИТЛ СМУ 47). Организован 15.01.1952, закрыт 29.04.1953. г. Дмитров Московской обл., п/я 29.
  - ИТЛ «БЖ» (ИТЛ п/я 23, ИТЛ и СМУ 41). Организован 15.01.1952, закрыт 29.04.1953. ст. Шарапова Охота Московско-Курской ж.д., п/я 23.
  - ИТЛ «ВЧ» (ИТЛ и СМУ п/я 24, ИТЛ СМУ 42). Организован 15.01.1952, закрыт 17.12.1952. г. Михнево Московской обл., п/я 24.
  - ИТЛ «ГА» (ИТЛ и СМУ п/я 25, ИТЛ СМУ 43). Организован 15.01.1952, закрыт 29.04.1953. г. Раменское Московской обл., п/я 25. 03.02.53 в ИТЛ «ГА» влит ликвидируемый ИТЛ «ДЮ».
  - ИТЛ «ГБ» (ИТЛ и СМУ п/я 30, ИТЛ СМУ 48). Организован 15.01.1952, закрыт 03.02.1953 (влит в ИТЛ «ЕЩ»). г. Клин Московской обл., п/я 30.
  - ИТЛ «ДТ» (ИТЛ и СМУ п/я 33, ИТЛ СМУ 51). Организован 15.01.1952, закрыт 29.04.1953. г. Наро-Фоминск Московской обл., п/я 33.
  - ИТЛ «ДЮ» (ИТЛ и СМУ п/я 26, ИТЛ СМУ 44). Организован 15.01.1952, закрыт 03.02.1953 (влит в ИТЛ «ГА»). ст. Фрязево Московско-Курской ж.д., п/я 26.
  - ИТЛ «ЕЩ» (ИТЛ и СМУ п/я 31, ИТЛ СМУ 49). Организован 15.01.1952, закрыт 29.04.1953. г. Истра Московской обл., п/я 31. 03.02.53 в ИТЛ «ЕЩ» влит ликвидируемый ИТЛ «ГБ».
  - ИТЛ «ЕЯ» (ИТЛ и СМУ п/я 28, ИТЛ СМУ 46). Организован 15.01.1952, закрыт 29.04.1953. г. Загорск Московской обл., п/я 28.
  - ИТЛ «ЖК» (ИТЛ и СМУ п/я 27, ИТЛ СМУ 45). Организован 15.01.1952, закрыт 17.12.1952. г. Ногинск-Глухово Московской обл., п/я 27.
  - ИТЛ «ЖР» (ИТЛ и СМУ п/я 35, ИТЛ СМУ 53). Организован 30.01.1952, закрыт 29.04.1953. Московская обл., Ногинский р-н, д. Макарово, п/я 35.
  - ИТЛ «ИН» (ИТЛ и СМУ п/я 32, ИТЛ СМУ 50). Организован 15.01.1952, закрыт 29.04.1953. ст. Тучково Западной ж. д. (Московская обл.), п/я 32.
  - ИТЛ «КА» (ИТЛ и СМУ п/я 34, ИТЛ СМУ 52). Организован 15.01.1952, закрыт 29.04.1953. г. Москва, 13-я Парковая, 13.

Для спецконтингента утверждена зачетная система: при перевыполнении плана, — 3 дня за 1 день пребывания в ИТЛ.
- Строительные работы велись на всех объектах С-25 «Беркут» одновременно, включая: «заправки» — двухпоточные комплексы по подготовке ракет (некапсулированных) к боевому использованию — технические позиции; «тепляки» — полуподземные (рассчитаны на прямое попаданий 250 кг авиабомбы) сооружения для размещения аппаратуры — радиотехнические позиции; «выгоны» — стационарные позиции (до 60-ти пусковых столов) для установки и предстартовой подготовке доставленных ракет — дивизионы (укрытия для расчётов рассчитаны на прямое попадание 150 кг осколка); кабельные линии связи «выгонов» с «тепляками»; автопарки для ТЗМ; жилые городки полков, технических позиций, корпусов, штаба армии (1-я [«Конная»] армия ПВО ОН); здания и сооружения вспомогательных служб (сержантские школы, учебные «заправки» и т. п.)
- Строительно-монтажные работы включали в себя: монтаж вентиляции и ФВУ; монтаж резервных дизель-генераторов (полки, технические позиции, КП корпусов, КП и ЗКП армии). На технических позициях: монтаж оборудования для приёма, ангарного хранения, комплектации поставленных промышленностью ракет; монтаж оборудования для раздельного приёма, хранения, раздачи по постам заправки горючего и окислителя; монтаж оборудования для приёма, хранения (в обваловке) и обслуживания боеголовок ракет; монтаж компрессорного оборудования и сетей раздачи сжатых газов высокого давления по постам заправки ракет; монтаж специализированного дренажного и противопожарного оборудования.

В условиях бездорожья построено две кольцевые автодороги («Бетонки») предназначенные, в первую очередь, для доставки боекомплекта:: «Ближнее кольцо», — примерно 50 км от центра Москвы, протяжённостью примерно 325 км, позднейшее название — Московское малое кольцо (А107); «Дальнее кольцо», — примерно 90 км от центра Москвы, протяжённостью примерно 565 км, — Большое московское кольцо (А108).
Кроме сооружения дорожного полотна, водопропускных сооружений и малых мостов, осуществлялись маскировочные лесопосадки.
- Служебную транспортную сеть сооружали: Строительство ГУШОСДОРА МВД № 1 (участки: Наугольное — Жуклино, Дмитров — Рогачёво, Дмитров — Кузнецово, Селевкино — Голицыно, Клин — Рогачёво, Клин — Караваево, моста через р. Москву у г. Воскресенск); Строительство ГУШОСДОРА МВД № 3.

При строительстве дорог сооружён мост через канал им. Москвы в районе платформы Морозки Савёловской ж/д, и два моста через реку Москва — в Бронницах и Воскресенске.
Общая длина дорожной сети системы (межобъектовой и внутриобъектовой), — 2000 км.
- В районах прилежащих «Ближнему кольцу» сооружено, подготовлено к монтажу специального оборудования, и обустроено 22 позиции для зенитных ракетных полков, с шагом 13,1 км, на «Дальнем кольце» — 34 позиции, с шагом 14.7 км (протяжённость дорог полка — до 25 километров).

Строилось 7 (к 1955 году их построено 3) технических баз («заправки») для хранения и снаряжения ракет, а также железнодорожные подъездные пути к ним — под Истрой, в Трудовой, в Макарово, под Фрязево, в Белых Столбах, в Толбино и под Голицыно.
14 полков сектора обороны образовывали корпус; в районе корпусных командных пунктов построены сооружения для четырёх РЛС обзорного типа.
Построены основной и запасной командные пункты 1-й армии ПВО особого назначения; средства проводной и радиосвязи для управления системой и передачи данных о воздушной обстановке.
Для электроснабжения радиотехнических центров и стартовых позиций полков построена электросеть 35 КВ и подстанции 35/6 КВ рядом с каждым полком.
Подстанции находились в ведении Мосэнерго, но основными их потребителями были объекты ПВО.
В западных публикациях упоминается, что на строительство подмосковных объектов ПВО был израсходован годовой объём производства цемента в стране.
- В 1953 г. строительство дорог, военных городков и прочего затормозилось из-за весенней амнистии (после смерти И. В. Сталина) большого числа спецконтингента; было предложено предъявлять к сдаче объекты системы в три очереди:
- в первую очередь, в мае 1954 г. ввести в действие внутренний пояс обороны (22 РЛС Б-200), все станции обнаружения системы, центральный командный пункт и три технические позиции;
- во вторую очередь, в июле 1954 г. ввести в действие западное полукольцо внешнего пояса обороны (17 РЛС Б-200) и четвертую техническую позицию;
- в третью очередь, в сентябре 1954 г. ввести в действие восточное полукольцо внешнего пояса обороны (17 РЛС Б-200) и ещё три технические позиции.

### Баковлаг
- Баковский ИТЛ был организован, соответственно, 14 мая 1953 (переименован из Строительства 565 и ИТЛ), а закрыт 23 июля 1956. 
Дислокация: Московская обл., г. Кунцево, Рабочий Посёлок, ул. Сталина, д. 24. 
Литер: ЖБ — перешёл от предшественника. 
Телеграфный код: «Траверс». 
Адрес: Москва-Кунцево-4, п/я ЖБ-864; г. Кунцево Московской обл., п/я ЖБ-864.

За период существования его подчинённость менялась следующим образом:
- С открытия — ГУЛАГ Министерства юстиции СССР
- С 28.01.1954 — ГУЛАГ МВД СССР
- С 02.02.1955 — Главспецстрой МВД СССР[5]

### Производство
Заключённые Баковского ИТЛ, как и его предшественников, активно использовались на следующих видах работ:
- Промышленное строительство в городе Электросталь и населённом пункте Большая Волга с 02.02.1955 (после передачи в Баковлаг Лагерного отделения (ЛО) при Строительстве 352 и Подлесного ЛО)
- Строительство оборонных объектов, завершённых в основном к 1956 году [Работы на оборонных объектах, завершённых в основном к 1956 году (система С-25 «Беркут»)] (Обеспечние функционирования системы: радиотехническое училище войск ПВО в Горьком; жилые посёлки при заводах по производству компонентов топлива и корпусов ракет в Тульской области).
- Промышленное и жилищное строительство в районах Катуара, Долгопрудного, Железнодорожного, Дубны, Загорска
- Работа в промзонах в Москве, в районе Катуара, Электростали
- Работа на механическом заводе 2 Главпромстроя, в автотранспортной конторе (район Химок), в отделе главного механика (Москва), на плодоовощной базе.

### Начальники
- Горлов И. И., полковник внутренней службы, не позднее 15.05.1953 — по 01.05.1954;
- Филиппов А. И., подполковник внутренней службы, исполняющий обязанности, упоминается 15.07.1953, 06.08.1953;
- Михайлянц С. С., подполковник, исполняющий обязанности, с 01.05.1954 по 23.06.1954,
- Неверов А. А., подполковник, с 03.07.1954 — не ранее 01.08.1956, (исполняющий обязанности с 23.06.1954)[6]

### Численность заключённых
| - 01.07.1953 — 20 634 - 01.01.1954 — 19 240 - 01.01.1955 — 19 162 - 01.01.1956 — 13 667 | - 13.12.1954 — 20 507 - 01.01.1955 — 16 762 - 01.02.1956 — 11 522 | - 01.07.1954 — 22 846 - 23.06.1956 — 8 920 |